# Mačkovec (gmina Kočevje)
Mačkovec – wieś w Słowenii, w gminie Kočevje. W 2018 roku liczyła 39 mieszkańców.